# U–39
Az U–39 tengeralattjárót a német haditengerészet rendelte a brémai AG Wesertől 1939. július 29-én. A hajót 1938. december 10-én vették hadrendbe. Pályafutása során egy hajót sem süllyesztett el. Az U–39-et 1939. szeptember 14-én a Brit Királyi Haditengerészet rombolói megsemmisítették, ezzel a második világháborúban elpusztított első búvárhajó lett.

## Pályafutása
Az U–39 egyetlen őrjáratára 1939. augusztus 14-én futott ki Wilhelmshavenből Gerhard Glattes sorhajóhadnagy parancsnokságával. A búvárhajó északról kerülte meg a Brit-szigeteket. Szeptember 14-én sikertelenül támadta az HMS Ark Royal repülőgép-hordozót a Hebridáktól nyugatra. A tengeralattjárót brit rombolók, az HMS Faulknor, az HMS Foxhound és az HMS Firedrake rombolók mélységi bombákkal a felszínre kényszerítették. A búvárhajó valamennyi tengerésze, 44 ember brit hadifogságba került.

## Kapitány
| Név             | Kezdőnap           | Zárónap              |
| --------------- | ------------------ | -------------------- |
| Gerhard Glattes | 1938. december 10. | 1939. szeptember 14. |

## Őrjáratok
| Indulás       | Indulónap           | Érkezés | Zárónap              |
| ------------- | ------------------- | ------- | -------------------- |
| Wilhelmshaven | 1939. augusztus 19. | *       | 1939. szeptember 14. |

* A hajó nem érte el úti célját, elsüllyesztették